# 정영필
정영필(1988년 4월 4일 ~ )은 대한민국의 가수, 작곡가다. 2013년 싱글 앨범 [더 아픈가봐]로 데뷔했다.

## 방송
- 히든싱어 4 (2015) - 임재범 편 5위